# Kandgal, Hungund
Kandgal là một làng thuộc tehsil Hungund, huyện Bagalkot, bang Karnataka, Ấn Độ.